# Брамс-трио
Брамс-трио — один из ведущих российских камерных ансамблей, фортепианное трио в составе: победитель XI Международного конкурса имени П. И. Чайковского, заслуженный артист России скрипач Николай Саченко; победитель VIII Международного конкурса имени П. И. Чайковского, доцент Московской консерватории виолончелист Кирилл Родин; основатель ансамбля — заслуженная артистка России, доцент Московской консерватории пианистка Наталия Рубинштейн. Ансамбль основан в 1988 году в Москве, официальный дебют состоялся осенью 1991 года в Малом зале Московской консерватории.
Ансамбль ведет активную гастрольную деятельность, выступает на ведущих концертных площадках России и Европы. Брамс-трио внесло значительный вклад в расширение ансамблевого репертуара, открыв широкой публике неизвестные ранее фортепианные трио русских композиторов конца XIX — первой половины XX века.

## История
Трио основано в 1988 году по инициативе пианистки Наталии Рубинштейн в классе камерного ансамбля Константина Ознобищева в МССМШ им. Гнесиных. Неоценимая роль в творческом и профессиональном становлении ансамбля принадлежит Татьяне Алексеевне Гайдамович и Александру Зиновьевичу Бондурянскому (Московское трио), с их легендарным классом камерной музыки в Московской консерватории история Брамс-трио неразрывно связана с 1990 года. В разные годы значительное влияние на формирование исполнительского облика ансамбля оказали Татьяна Абрамовна Зеликман, Наталия Николаевна Шаховская, Валентин Александрович Берлинский (Квартет имени Бородина), Рудольф Борисович Баршай. В 1991 году ансамблю присвоено имя Иоганнеса Брамса. В 1993 году Брамс-трио завоевало 2 премию на XIII Международном конкурсе камерных ансамблей в итальянском Трапани, в 1996 году — 1 премию на Первом международном конкурсе им. Йозефа Иоахима в Веймаре (Германия). В 1995 году Брамс-трио получило статус постоянного коллектива Московской филармонии.

## Концертная деятельность
Брамс-трио выступает с концертами в Большом зале Московской консерватории, в залах Санкт-Петербургской филармонии, в Концертном зале им. Брукнера в Линце, Stadtcasino в Базеле, в залах Варшавской филармонии, Брюссельской ратуши, Датского радио в Копенгагене, Зале им. В.Лисинского в Загребе, Джемаль Решит Рей в Стамбуле, Центре Искусств Сеула, принимает участие в музыкальных фестивалях в Мельбурне, Гонконге, Любляне, Охриде, Вене, Экс-ан-Провансе, Париже. По приглашению ICA Classics в 2015 году Брамс-трио принимало участие в презентации мемориального издания записей Рудольфа Баршая «A Tribute to Rudolf Barshai» в Лондоне. С 2009 года Брамс-трио ежегодно открывает концертный сезон камерной музыки Московской консерватории.
Ансамбль сотрудничал с такими артистами, как Чарльз Найдик, Павле Дешпаль, Андрей Гридчук, Галина Писаренко, Хибла Герзмава, Яна Иванилова, Кармен Балтроп и др.
Брамс-трио является неизменным участником и инициатором крупнейших музыкальных событий России. В 1998—2006 годах в рамках осуществления программ «Северные музыкальные ассамблеи» и «Музыкальные ассамблеи в русской провинции» циклы концертов и мастер-классов Брамс-трио прошли более чем в ста городах Урала, Севера и Сибири. С 1994 по 2014 год по инициативе Брамс-трио в Москве проводился Международный фестиваль искусств «Арт-ноябрь».
Центральное место в творчестве Брамс-трио занимает русская камерная музыка. В репертуаре ансамбля все известные русские фортепианные трио. Брамс-трио — первый исполнитель фортепианных трио Владимира Дика, Сергея Юферова, Константина Штернберга, Николая Лопатникова и других сочинений эпохи «Серебряного века» и русского модерна. В ноябре 2020 года компания Naxos начинает выпуск серии из 15 компакт-дисков «История русского фортепианного трио» — первой антологии русского фортепианного трио, созданной ансамблем Брамс-трио.

## Педагогическая деятельность
Наследники русской исполнительской школы и традиций музыкального образования, заложенных Антоном Рубинштейном, солисты Брамс-трио ведут активную педагогическую деятельность: Наталия Рубинштейн с 2003 года ведет класс камерного ансамбля в Московской консерватории, Кирилл Родин — класс виолончели с 1990 года. Из их классов вышло множество молодых музыкантов, неоднократно становившихся победителями российских и международных конкурсов, активно концертирующих и преподающих в университетах и консерваториях всего мира. По инициативе Брамс-трио ежегодные серии концертов камерной музыки с участием молодых исполнителей проходят в Московской консерватории, в Государственном институте искусствознания в Москве и в Босфорском университете в Стамбуле

## Состав трио
1988—1997: Наталия Рубинштейн, Алексей Лундин, Игорь Зубковский (до 1990 года — Алексей Стеблев)

1997—2007: Наталия Рубинштейн, Дмитрий Васильев, Владимир Бальшин

С 2007 года: Наталия Рубинштейн, Николай Саченко (до 2008 года — Алексей Толпыго), Кирилл Родин